# ザ☆WANTED!?
WANTED14（ウォンテッド・フォーティーン）は、女子プロレスのユニット。

## 経歴
ともにJd'に所属する阿部幸江とKAZUKIで「WANTED!?（ウォンテッド）」として結成。
2001年には初のタッグタイトルを獲得、2002年にはRINGSTARSベストチーム賞を受賞するなどJd'を代表するタッグとしての活躍を見せる。
しかし、2003年に阿部のJd'退団で活動休止。
その後、それぞれフリーランスとして別々に活動するが、2005年にKAZUKI、2006年に阿部もJWP女子プロレスに入団。タッグも復活し、JWPでもタイトルを獲得。
タイトルから陥落して再び活動休止も、2010年末に「ザ☆WANTED!?（ザ☆ウォンテッド）」として活動再開。「JWPタッグリーグ・ザ・ベスト2011」にエントリーする。
Jd'時代は正統派であったが、JWPではコミカルな試合運びに終始するようになった。また、Leon率いる獅子の穴との抗争も展開している。
2011年3月6日、JWPに加入した森居知子（現：モーリー）が加わった。
7月10日キネマ大会にてリーダー決定3WAYマッチが行われ、それを制した阿部がリーダーとなる。
JWPタッグリーグ・ザ・ベスト2012にはKAZUKI&モーリーで参戦。
2012年5月4日、板橋グリーンホール大会にて新リーダー決定3WAYマッチが行われ、それを制したKAZUKIが新リーダーとなる。
同年9月、モーリーがさくらえみ率いるハートムーブ系リフォームに寝返る形で脱退。
同年デビューした新人のライディーン鋼が参加を希望し、「予備軍」として加わっている。
2013年8月18日、後楽園ホール大会で対戦したケーシー・オーウェンズのコスチュームに「WANTED」が入っていたため半ば強引に加入させた。また、この大会では鋼が初勝利を挙げ、正式メンバー昇格が認められた。
2014年8月17日を最後に阿部が引退することになったが、それ以降もKAZUKIと鋼のタッグとして継続する予定としていた。しかし、8月24日浅草花やしき大会でWANTED!?対決を行い、これを最後に解散することが発表された。これに対して鋼が不服ととし、KAZUKIが勝てば解散、鋼が勝てば存続とすることになった。試合はKAZUKIが勝利し解散宣言されたものの、メンバーそのまま「WANTED14（ウォンテッド・フォーティーン）」に改められた。
2014年11月、JWPに加入した瑛凛が加わる。

## メンバー
- KAZUKI（リーダー）
- ライディーン鋼

## 元メンバー
- モーリー
- 阿部幸江
- ケーシー・オーウェンズ
- 瑛凛

## WANTED!?として獲得したタイトル
- 第10、15代TWF世界タッグ王座
- 第25、26代JWP認定タッグ王座

## 入場曲
- ウォンテッド（ピンク・レディー）